# Djibidione
Djibidione est un village du Sénégal situé en Basse-Casamance, à proximité de la frontière avec la Gambie. C'est le chef-lieu de la commune de Djibidione, dans l'arrondissement de Sindian, le département de Bignona et la région de Ziguinchor.
Lors du dernier recensement (2002), la localité comptait 309 habitants et 43 ménages.